# 川崎市バス菅生営業所

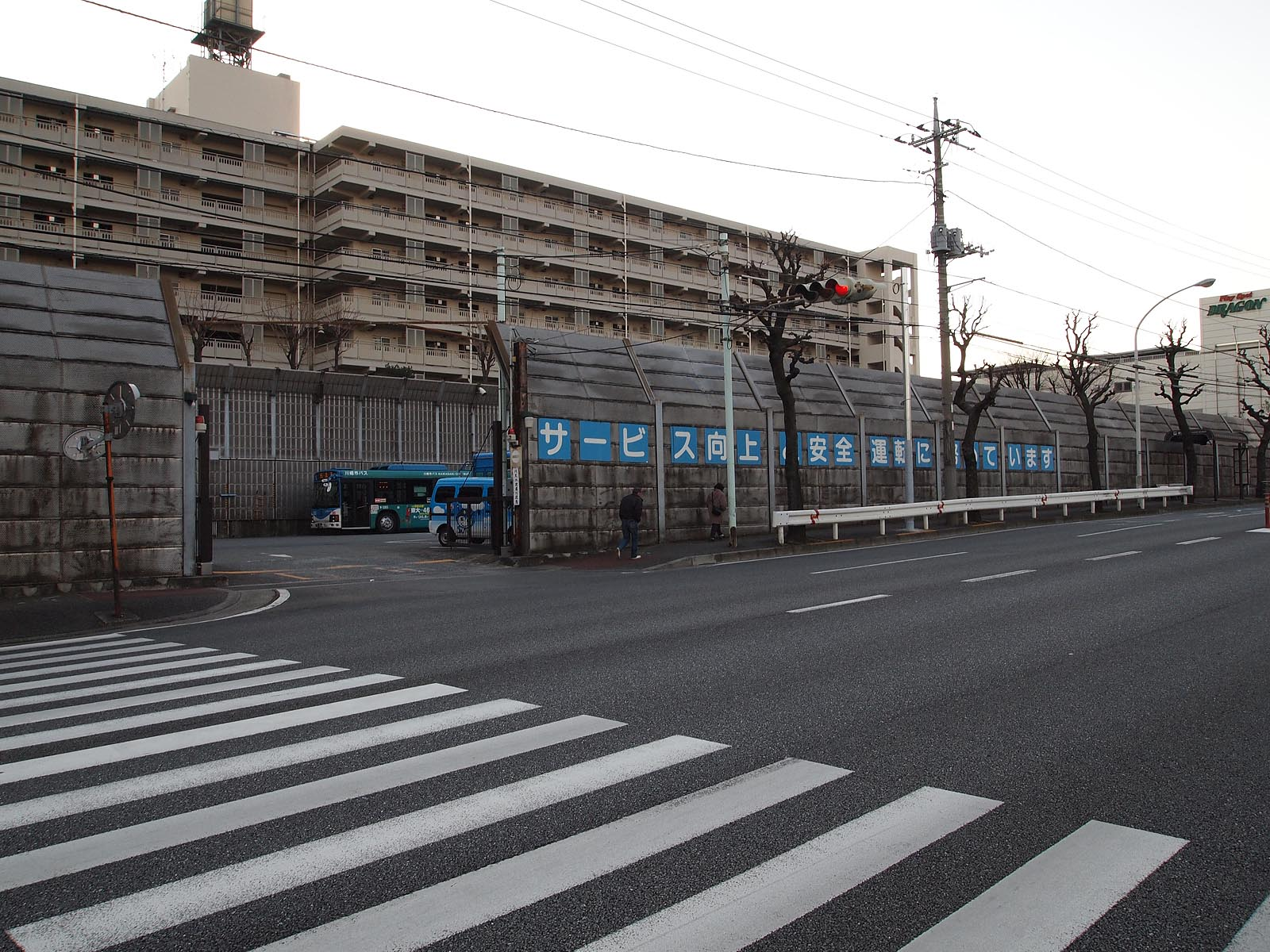
営業所昇格前の菅生車庫（2011年1月撮影）

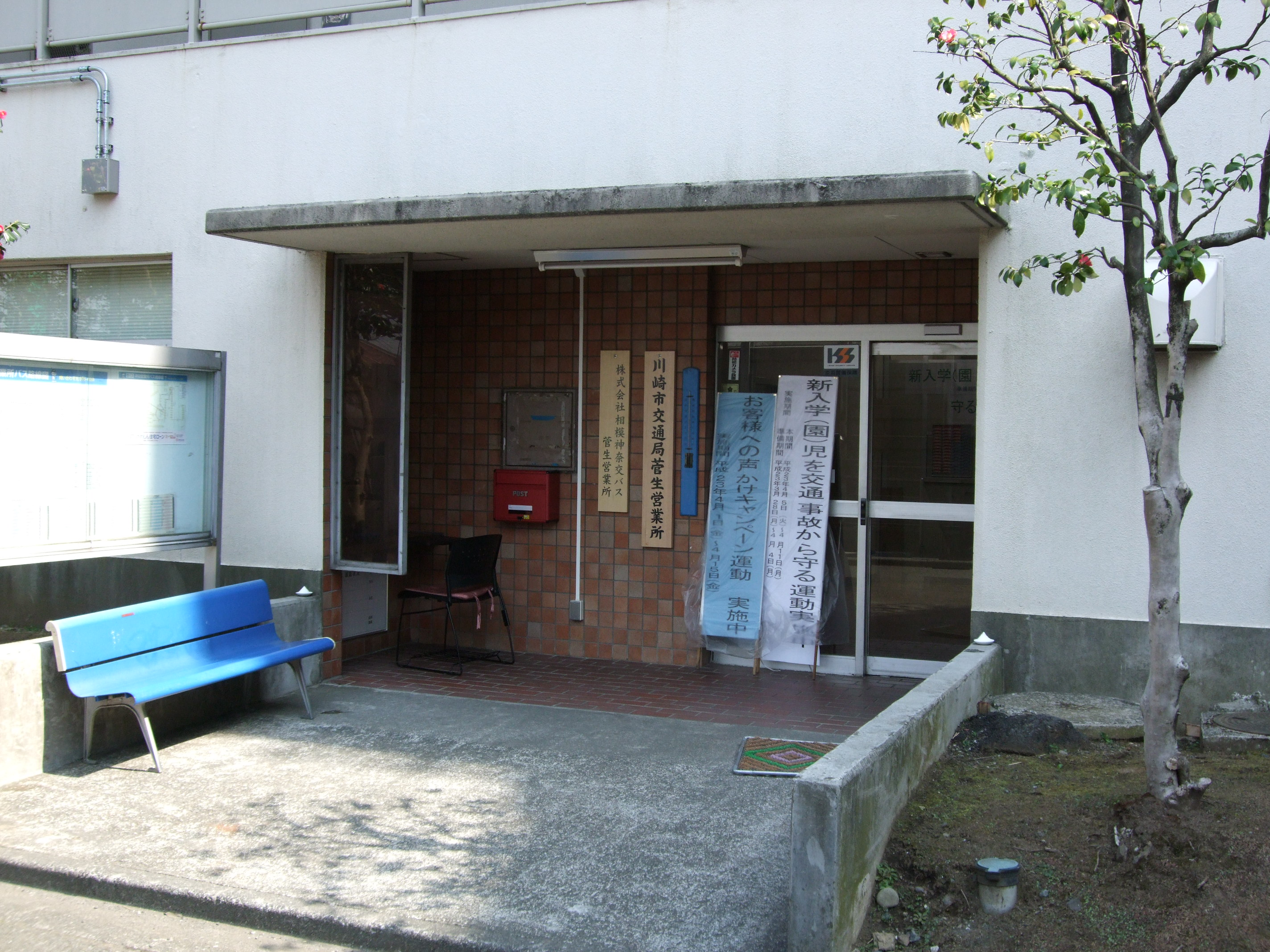
菅生営業所時代の事務所

川崎市バス菅生営業所（かわさきしバスすがおえいぎょうしょ）は、かつて存在した川崎市交通局の営業所である。所在地は川崎市宮前区犬蔵、最寄りバス停留所名は「菅生車庫」。車庫略称は菅生出張所時代からMで、これは廃止された溝口営業所の略号を引き継いだものであった。
かつては鷲ヶ峰営業所菅生出張所として犬蔵線などを担当してきたが、2004年4月1日に廃止。
その後は「菅生車庫」として、鷲ヶ峰営業所管轄路線の折返場や廃車車両の留置場として使用されていた。
2011年4月1日より、一部の便を鷲ヶ峰営業所・井田営業所から引き継ぎ、菅生営業所として営業開始した。多摩区の大部分と中原区、宮前区などの一部路線を運行。
整備工場等の施設は設置されておらず、本格的な整備を必要とする場合は他の営業所で行っていた。
2021年4月1日をもって鷲ヶ峰営業所に吸収されることとなり、「鷲ヶ峰営業所菅生車庫」に降格された。

## 沿革
- 1980年8月：溝口営業所廃止に伴い、鷲ヶ峰営業所菅生出張所として開設。略称の「M」は溝口営業所のものを流用。最寄停留所は「渋沢倉庫前」から「菅生出張所」へ改称。その後「向丘出張所」との混同を避けるためか、案内放送では「市バス 菅生出張所」となったが、さらに「菅生車庫」に改称。
- 2004年3月31日：車両の運用効率化（乗務員主体からダイヤ主体）により、鷲ヶ峰営業所に吸収され廃止。
- 2011年4月1日：菅生営業所として開設。相模神奈交バスに管理委託される。
- 2017年1月1日：神奈川中央交通の子会社再編により、委託事業者が相模神奈交バスから神奈川中央交通東に変更。
- 2017年3月26日：井田営業所の管理委託化と引き換えに交通局直営となる。
- 2021年4月1日：再び鷲ヶ峰営業所に吸収され、「鷲ヶ峰営業所菅生車庫」に降格。事故対応など一部事務機能を鷲ヶ峰営業所に統合した[3]。しかし運行業務は菅生営業所からそのまま引き継がれたため、鷲ヶ峰営業所本体とは車両運用や乗務員の仕業等は完全に独立されたままである。
- 2022年3月27日：鷲ヶ峰営業所と独立されたままであった車両運用や運行業務などを鷲ヶ峰営業所に集約。運行機能を失い、用地は鷲ヶ峰営業所管内路線の折返場や車両の留置場として使用。
- 2022年4月1日：車庫内に併設されていた窓口を「菅生車庫」から「鷲ヶ峰営業所臨時定期券発売窓口」に改称[4]。

## 集約時の路線
特記以外はすべて鷲ヶ峰営業所に移管された。

### 五所塚線
- 登05：登戸駅（生田緑地口） - 宿河原 - 神木本町 - 向丘出張所 - 蔵敷 - 清水台 - 菅生車庫
- 登05：登戸駅（生田緑地口） - 宿河原 - 神木本町 - 向丘出張所 - 蔵敷 - 清水台 - 菅生車庫 -（←宮前区役所前 ← 宮前平駅 / 宮前平駅 → 宮前区役所前）
- 登05：登戸駅（生田緑地口） - 宿河原 - 神木本町 - 向丘出張所 - 蔵敷 - 清水台 - 菅生車庫 - 宮前平駅
- 登05：登戸駅（生田緑地口） - 宿河原 - 神木本町 - 向丘出張所 - 蔵敷 - 稗原 - 鷲ヶ峰営業所
- 登05：登戸駅（生田緑地口） → 宿河原 → 神木本町 → 向丘出張所
- 登05：登戸駅（生田緑地口） ← 宿河原 ← 神木本町 ← 堰下

登戸駅（生田緑地口）から神木本町・向丘出張所・蔵敷方面に向かう路線で、菅生車庫の主力路線の一つ。日中は1時間に2-3本程度運行されるほか、平日・土曜朝には向丘出張所止まりの区間便が設定されている。
向丘出張所に折り返し所はなく到着後は一旦回送となり、平交差点を左折し白幡八幡を経由し、平五丁目、平二丁目を右折し、堰下より客扱いを行う。
2017年3月26日のダイヤ改正より、登05系統の登戸駅（生田緑地口）- 菅生車庫の一部便が宮前平駅・宮前区役所まで延伸された。

### カリタス線
- 登06：菅生車庫 - 清水台 - 蔵敷 - 向丘出張所 - 神木本町 - 宿河原 - 登戸駅入口 - カリタス学園（出入庫便）
- 登06：菅生車庫 - 清水台 - 蔵敷 - 向丘出張所 - 神木本町 - 宿河原 - 登戸駅入口 - 中野島多摩川住宅（出入庫便）
- 登06：鷲ヶ峰営業所 → 稗原 → 蔵敷 → 向丘出張所 → 神木本町 → 宿河原 → 登戸駅入口 → カリタス学園（出庫便）
- 登06：鷲ヶ峰営業所 → 稗原 → 蔵敷 → 向丘出張所 → 神木本町 → 宿河原 → 登戸駅入口 → 中野島多摩川住宅（出庫便）
- 登20：登戸駅入口 ← カリタス学園
- 登21：中野島多摩川住宅 - 登戸駅入口 - 新船島橋（循環）
- 登21：カリタス学園 - 登戸駅入口 - 新船島橋（循環）

菅生車庫からカリタス学園と中野島多摩川住宅を結ぶ路線。大多数が新船島橋折り返しで、菅生車庫へ至る出入庫便は車両運用の都合により不規則的な運行間隔になっている。ラッシュ時はカリタス学園の生徒が通学のために多く利用する。基本的に中型車で運行されるが、カリタス学園発着便においては大型車での運行もある。なお、中野島多摩川住宅発着便については、付近道路の狭さにより、大型車は入線できない。
登21系統は川崎市立多摩病院開設後に新設された。2011年4月1日の鷲ヶ峰から菅生営業所への移管時に、中野島多摩川住宅便の全てと、カリタス学園便のほとんどを多摩病院接続の登21に変更された。現在登21系統は1時間に3 - 4本、登20系統は早朝の平日1本、土休日3本の計4本のみ。新船島橋・登戸駅入口での路線の打ち切りはなく、新船島橋、登戸駅入口にも折返所はない。新船島橋行きは多摩病院の先を左折して多摩沿線道路を通り、稲田中学校の前を経て稲田中学校西交差点を右折、合流し新船島橋へ至る。登戸駅入口は和泉までの間を上下別ルートとすることで折り返しを行っている。循環運転だが、カリタス学園・中野島多摩川住宅で打ち切りとなる。
鷲ヶ峰営業所時代はカリタス学園、中野島多摩川住宅からの鷲ヶ峰営業所行きもあったが、移管に伴い廃止となっている。
2022年3月27日のダイヤ改正で、各出入庫系統を北部市場経由の鷲ヶ峰営業所発着に変更し、菅生車庫発着便と稗原小学校経由の鷲ヶ峰営業所発着便は廃止。

### 柿生線
- 溝17：溝口駅南口 - 向丘出張所 - 蔵敷 - 清水台 - 菅生車庫
- 溝18：溝口駅南口 - 向丘出張所 - 蔵敷 - 稗原 - 鷲ヶ峰営業所（深夜バスあり）
- 溝18：溝口駅南口 - 向丘出張所 - 蔵敷 - 稗原 - 鷲ヶ峰営業所 - 聖マリアンナ医科大学
- 溝19：溝口駅南口 - 向丘出張所 - 原ヶ谷 - おし沼 - 向丘遊園駅南口

2017年3月26日のダイヤ改正より、鷲ヶ峰営業所との共同運行となっていた。

### 犬蔵線

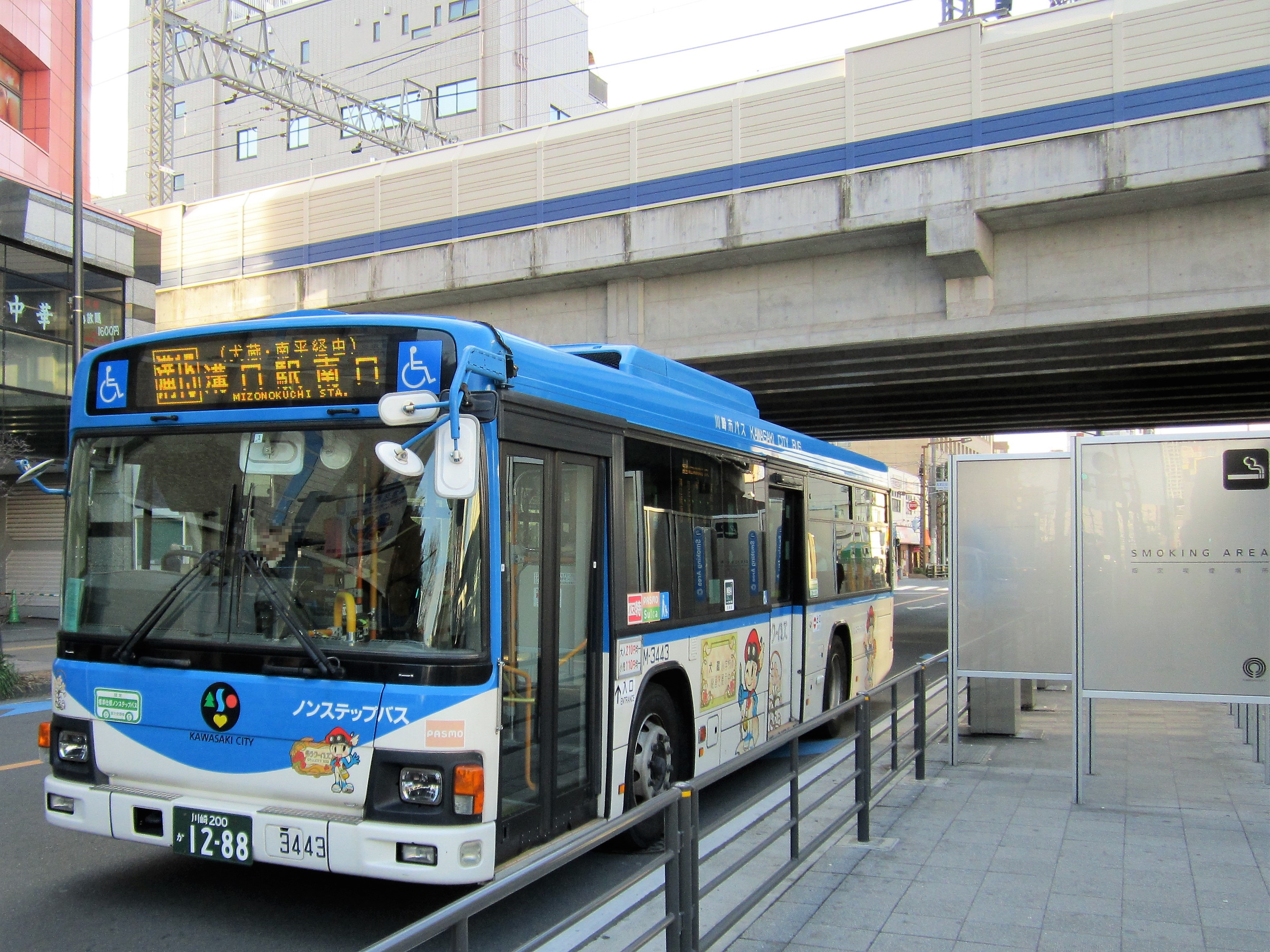
溝15系統。溝の口駅付近で田園都市線の高架をくぐる

- 宮03：（宮前区役所 ← 宮前平駅 / 宮前平駅 → 宮前区役所） - 犬蔵 - 菅生車庫
- 宮04：（宮前区役所 ← 宮前平駅 / 宮前平駅 → 宮前区役所） - 犬蔵 - 清水台 - 北部市場 - 稗原 - 鷲ヶ峰営業所
- 宮04：宮前平駅 - 犬蔵 - 清水台 - 北部市場
- 宮05：（宮前区役所 ← 宮前平駅 / 宮前平駅 → 宮前区役所） - 犬蔵 - 清水台 - 蔵敷 - 長沢 - 聖マリアンナ医科大学
- 溝15：溝口駅南口 - 向丘出張所 - 南平 - 犬蔵 - 宮前平駅（2018年10月1日から深夜バスを新設）
- 溝15：溝口駅南口 - 向丘出張所 - 南平 - 犬蔵 -（← 宮前区役所前 ← 宮前平駅 / 宮前平駅 → 宮前区役所前）
- 溝15：宮前平駅 - 犬蔵 - 南平 - 白幡八幡前
- 溝16：溝口駅南口 - 向丘出張所 - 南平 - 犬蔵 - 清水台 - 蔵敷 - 長沢 - 聖マリアンナ医科大学
- 溝16：溝口駅南口 - 向丘出張所 - 南平 - 犬蔵 - 清水台 - 北部市場 - 稗原 - 鷲ヶ峰営業所
- 溝16：溝口駅南口 - 向丘出張所 - 南平 - 犬蔵 - 清水台 - 北部市場
- 溝16：溝口駅南口 - 向丘出張所 - 南平 - 犬蔵 - 菅生車庫（菅生車庫行のみ深夜バスあり）
- た83：たまプラーザ駅 - 宮前美しの森公園 - 犬蔵 - 白幡八幡前（新道） - 原ヶ谷 - おし沼 - 向丘遊園駅南口（東急バス虹が丘営業所と共同運行）

宮03・宮04・宮05・溝15・溝16は、2017年3月26日のダイヤ改正の際に鷲ヶ峰営業所との共同運行となった。宮03系統は同日に復活された路線である。
2016年8月1日に、路線バス社会実験として、たまプラーザ駅から犬蔵・白幡八幡・生田緑地入口を経由し向ヶ丘遊園駅へ至る「た83」の運行を開始した。東急バスとの共同運行で、たまプラーザ駅を利用する場合のみ横浜市内運賃が適用となり、それ以外の区間では川崎市内運賃が適用される。およそ40分間隔で日中のみ運行される。川崎市バスがたまプラーザ駅へ乗り入れるのはこの路線が初となる。たまプラーザ駅は横浜市青葉区に属するが、他に横浜市内へ乗り入れる路線は、井田営業所が担当する溝25・原01の高田町・西原（いずれも港北区）がある。
2017年3月26日に鷲ヶ峰営業所から移管され、犬蔵線に編入のうえ2017年4月1日より本格運行となった。本数及び運行時間帯は変更はない。
2018年10月1日のダイヤ改正から溝15系統に深夜バスを、溝16系統に溝口駅南口→北部市場前までの区間便を平日の夜間時間帯に新設。

2022年3月27日のダイヤ改正で、宮03系統を廃止。また、宮04・溝16系統の北部市場発着便をすべて鷲ヶ峰営業所発着に統一。

## 集約以前の廃止・移管路線

### 菅生出張所時代

#### 犬蔵線
- 宮03：菅生車庫 - 犬蔵 - 宮前平駅
- 宮03：菅生車庫 - 犬蔵 -（ ← 宮前区役所前 ← 宮前平駅 / 宮前平駅 → 宮前区役所前）
- 宮05：聖マリアンナ医科大学前 - 長沢 - 蔵敷 - 犬蔵 - 宮前平駅
- 宮05：聖マリアンナ医科大学前 - 長沢 - 蔵敷 - 犬蔵 -（ ← 宮前区役所前 ← 宮前平駅 / 宮前平駅 → 宮前区役所前）
- 溝15：溝口駅南口 - 向丘出張所 - 南平 - 犬蔵 - 宮前平駅
- 溝15：溝口駅南口 - 向丘出張所 - 南平 - 犬蔵 -（ ← 宮前区役所前 ← 宮前平駅 / 宮前平駅 → 宮前区役所前）
- 溝15：宮前平駅 → 犬蔵 → 南平 → 白幡八幡前
- 溝15：宮前平駅 - 犬蔵 - 南平 - 向丘出張所 - 溝口駅南口 - 第三京浜入口
- 溝15：宮前平駅 - 犬蔵 - 南平 - 向丘出張所 - 溝口駅前 - 第三京浜入口
- 溝15：宮前平駅 → 犬蔵 → 向丘出張所 → 溝口駅入口 → 溝口駅前
- 溝15：溝口駅前 → 向丘出張所 → 犬蔵 → 宮前平駅 → 宮前区役所前
- 溝16：溝口駅南口 - 向丘出張所 - 犬蔵 - 長沢 - 聖マリアンナ医科大学前
- 溝16：溝口駅南口 - 向丘出張所 - 南平 - 犬蔵 - 菅生車庫

### 菅生営業所時代

#### 西菅線

路線図

- 登14：向丘遊園駅南口 - 多摩警察署 - 土渕 - 城下 - 西菅団地
- 登14：登戸駅 → 向丘遊園駅入口 → 多摩警察署 → 土渕 → 城下 → 西菅団地（上記の折返便）
- 登14：西菅団地 → 城下 → 土渕 → 多摩消防署 → 向丘遊園駅 → 登戸駅
- 登14：西菅団地 → 城下 → 土渕 → 多摩消防署 → 向丘遊園駅 → 登戸駅 → 向丘遊園駅入口（入庫便）
- 登14：多摩消防署 → 向丘遊園駅 → 登戸駅 → 多摩警察署 → 土渕 → 城下 → 西菅団地（出庫便）
- 登14：西菅団地 → 城下 → 菅三丁目 → 菅四丁目 → 城下 → 西菅団地
- 登14：西菅団地 - 城下

向ヶ丘遊園駅・登戸駅と多摩区西部の西菅団地を結び、多摩区を横断する路線。城下バス停は京王相模原線京王稲田堤駅前ロータリーにあり、JR南武線稲田堤駅の利用も可能である。
ほとんどは西菅団地 - 城下の区間便で、日中の一部は城下から府中街道を北上して菅四丁目まで行く。菅四丁目行きのみ、西菅団地から城下の間に乗車した場合は、菅四丁目までに降車しなくてはならない。ただし一部の便については連続乗車が可能。
本線格の向ヶ丘遊園方面行きは、土渕地区から鉄道駅連絡路線・多摩区役所へのアクセス路線となっており、朝夕に多摩区役所非経由で向丘遊園駅東口へ行く便がある他は、全便が多摩区役所経由登戸駅、登戸駅経由向丘遊園駅入口行きになる。登戸駅行きは多摩消防署から西菅団地行きとなる。
生田宿から向ヶ丘遊園駅周辺は道路が狭いことから、一方通行でのラケット式循環区間となっているが、運行は向丘遊園駅入口で一度打ち切られる。ただし多摩消防署から西菅団地方面への乗車はできる。
本線（登戸方面－城下）と支線（城下－菅四丁目）間の乗り継ぎには、乗り継ぎ後運賃が5割引となる割引制度があり、乗り継ぐ前に乗務員に申し出て乗継割引乗車料金を支払った後、乗継券の交付を受ける必要がある。
かつては小田急バス生田営業所（登戸営業所の前身）も城下 - 西菅団地便を担当していたが、現在は撤退している。共通定期券の取り扱いはなかった。

2017年3月26日のダイヤ改正で鷲ヶ峰営業所に移管された。西菅線を鷲ヶ峰営業所が担当するのは、2011年の移管以来およそ6年ぶりとなる。

### 蟹ヶ谷線
- 杉10：小杉駅 - 下新城 - 井田営業所

2011年4月1日より井田営業所から移管されたが、現在は井田営業所の担当に戻っている。

### 有馬線
- 鷺02：鷺沼駅 - 有馬第二団地 - 久末 - 野川 - 千年 - 小杉駅（東急バス川崎営業所→川崎営業所・東山田営業所→川崎営業所・高津営業所→東山田営業所と共同運行・井田営業所と共管・深夜バスあり）
- 鷺02：鷺沼駅 - 有馬第二団地 - 久末 - 野川 - 千年 - 新城駅（東急バス東山田営業所と共同運行・井田営業所と共管）
- 鷺02：鷺沼駅 - 有馬第二団地 - 久末 - 野川 - 井田営業所（井田営業所と共管・深夜バスあり）
- 鷺02：鷺沼駅 ← 有馬第二団地 ← 久末 ← 野川（東急バス東山田営業所と共同運行・平日日祝早朝1本のみ）
- 鷺02：鷺沼駅 - 有馬第二団地 - 久末（東急バス東山田営業所と共同運行・平日夕1往復のみ）
- 鷺02：鷺沼駅 ← 有馬第二団地（東急バス東山田営業所と共同運行・平日朝のみ）
- 鷺02：野川 → 千年 → 小杉駅（平日朝1本のみ）

東急田園都市線鷺沼駅とJR南武線武蔵小杉駅を結ぶ中距離路線で、市バスと東急バスの共通定期券が導入されている。共通定期券は鷺02系統の鷺沼駅 - 野川 - 小杉駅前・新城駅前間に限り有効で、井田営業所発着便の野川 - 井田営業所間と他系統は対象外である。
元々東急バスが運行していた路線に、1966年（昭和41年）市バスが参入（東急バス東山田営業所#鷺沼線も参照）。以来井田営業所が長年担当してきたが、菅生営業所の管理委託化と同時に移管された（川崎市バス井田営業所#有馬線も参照）。
鉄道駅から離れた野川・久末・千年地区を経由することから全区間において乗客が多い。また中原街道・野川交差点や千年交差点の渋滞が起こりやすいことから、定時性の確保が難しい。

本路線と補完関係にある系統として、有馬第二団地 - 千年間では市バスが溝21系統（溝口駅南口・井田営業所 - 野川 - 有馬第二団地）、武蔵小杉駅側では東急バスが杉06系統（小杉駅 - 久末 - 道中坂下）・杉09系統（小杉駅 - 野川 - 野川台公園前）を並行して運行している。
日中はほとんど直通便のみ運行され、区間便は朝や夕方に集中している。直通便は毎時4 - 5本で、朝や夕、夜の一部を除いて基本的に市バスと東急バスが交互に運行するが、区間便と上記の並走する各系統を合わせると1時間に6 - 10本程度、ラッシュ時はそれ以上のバスが運行されている。特に、中原街道を走行する久末から先は東急バスの割合が高くなっている。
野川発着便は小杉駅方向の野川バス停に到着すると回送となり、溝25・原01系統の経路に入って能満寺停留所を経由し、尻手黒川道路との交差点を右折、その後中原街道との交差点を左折して鷺沼駅方向の野川バス停に停車する。営業所への回送は鷺沼駅から、あるいは野川から。逆は同様の場合と井田営業所まで回送したのち、杉10小杉駅前行きになり、小杉駅前で鷺02系統になる運用もある。
2017年3月26日ダイヤ改正から、それまで小杉駅前6番乗り場から市バス、5番から東急と分けられていたが、東急バスの5番乗り場に統合されることになった。菅生営業所担当の杉10系統井田営業所行きは6番のままである。
また同日に、井田も鷺沼駅 - 小杉駅・新城駅の便を共管することとなった他、井田が運行していた鷺沼駅 - 井田営業所の区間便も菅生との共管となった。
2022年1月31日をもって菅生は撤退。翌日からは市バス便においては井田の単独運行となった。

## 車両

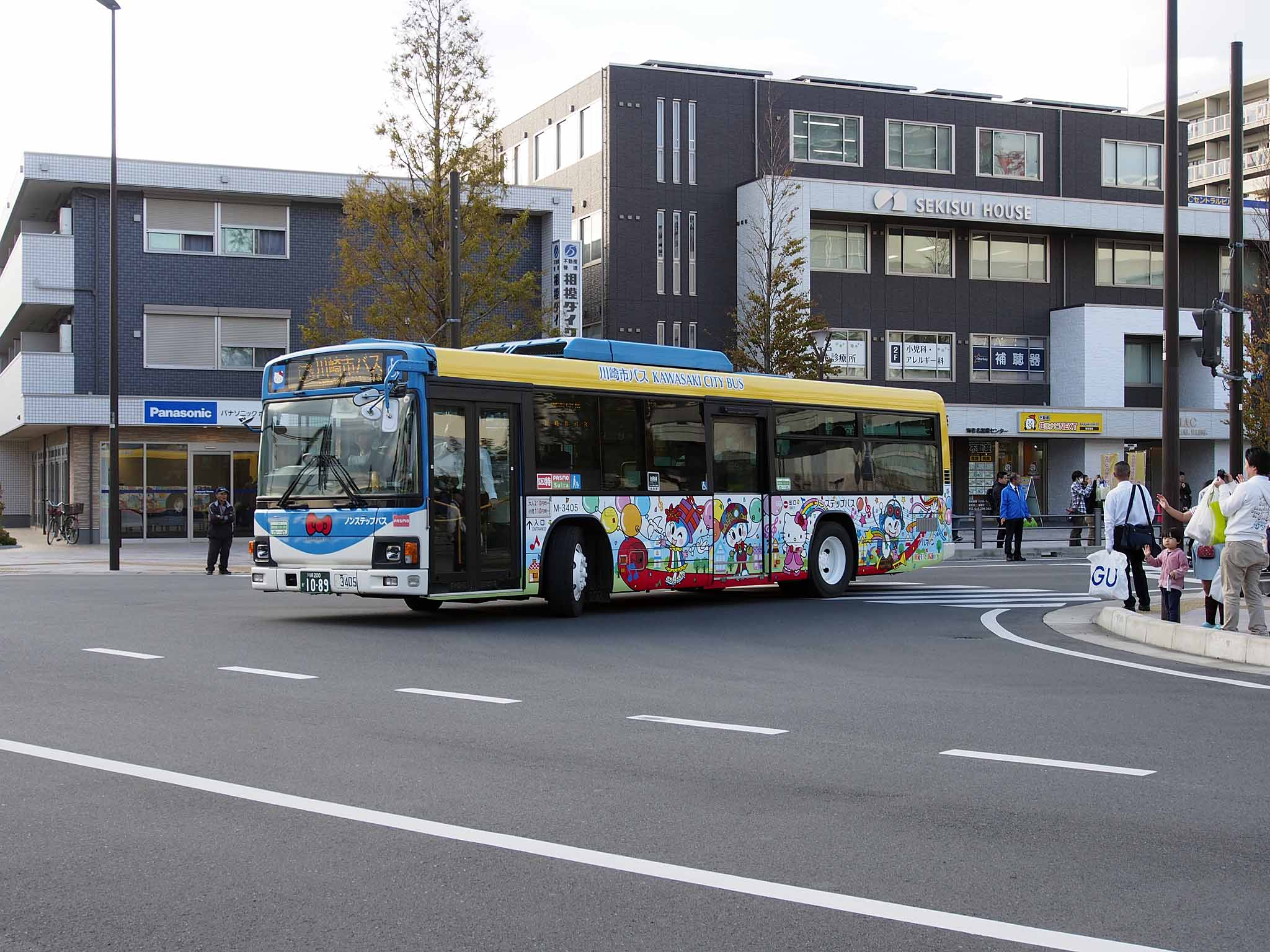
「ノルフィンパレード号」ラッピングバス (M-3405)

使用する車両は、川崎市交通局が導入した一般路線バス車両で、いすゞ自動車製と日野自動車製の大型車と中型車が配置された。これら車両は菅生営業所開設にあたり、鷲ヶ峰営業所と井田営業所から車両を転入させたものである。
営業所開設前には、神奈川中央交通町田営業所に一時的に配置された神奈川中央交通のいすゞ自動車製中型車を使用し、菅生営業所敷地内や担当予定路線などで乗務員訓練（研修）や習熟運転を行っていた。
2017年3月26日の神奈中委託から直営に戻る際、井田・鷲ヶ峰から日産ディーゼル車を、三菱ふそう・エアロスターを井田から転属したことで、他の営業所と同じく全メーカーが配置されることとなった。
2021年初頭、菅生車庫唯一のワンステップバス（M-3418）が上平間営業所に転属したため、菅生車庫については全車ノンステップ車両になった。
2021年4月1日の組織改編で、全車鷲ヶ峰営業所に転属となり、リア窓に記載されている所属営業所・電話番号も鷲ヶ峰営業所のものに変更されたが、車体に標記されている営業所記号は、菅生営業所を示す「M」のままであった。なお、2022年2月初旬より営業所記号を「W」に変更した車両が出現していた。